# Будинок Рад (Тирасполь)
Будинок Рад — одна з центральних будівель Тирасполя — столиці Придністровської Молдавської Республіки . Пам'ятка архітектури стилю «Сталінський ампір» . У будівлі зараз розташовується міська рада Тирасполя .

## Історія
Будинок Рад є одним із найвідоміших символів міста Тирасполя та Придністров'я . Будівля побудована в 1953 році, за даними БСЕ, за іншими даними, в 1956 Архітектор С. В. Васильєв.
На приміщенні Будинку Рад укріплено меморіальну дошку на згадку про Віктора Синєва — почесного громадянина м. Тирасполя, голову виконкому Тираспольської міської Ради народних депутатів (1971–1986), члена уряду ПМР, який тут працював.

## Опис
Будівля Будинку Рад відіграє важливу роль у формуванні архітектурного вигляду Тирасполя другої половини XX — початку XXI століття. Є архітектурною домінантою центральної частини Тирасполя, поряд із будинком Верховної Ради ПМР, зведеного 1983 року.
Будівля чотириповерхова, прямокутна в плані. Архітектурні форми будівлі відбивають основні риси стилю «сталінського ампіру». Головний фасад прикрашений десятиколонним портиком, що досить нехарактерно для провінційних адміністративних будівель цього стилю (традиційні 6-ти, рідше 8-ми колонні портики). Над головним фасадом вміщено вежоподібне завершення. Найвищою домінантною будівлею будинку є гостроверхий шпиль, увінчаний червоною зіркою .
Примітно, що на відміну від багатьох споруд сталінського ампіру в республіках колишнього СРСР будівля Будинку Рад у Тирасполі зберегла весь свій багатий декор, включаючи радянську символіку.

## Події 1990—1992 рр

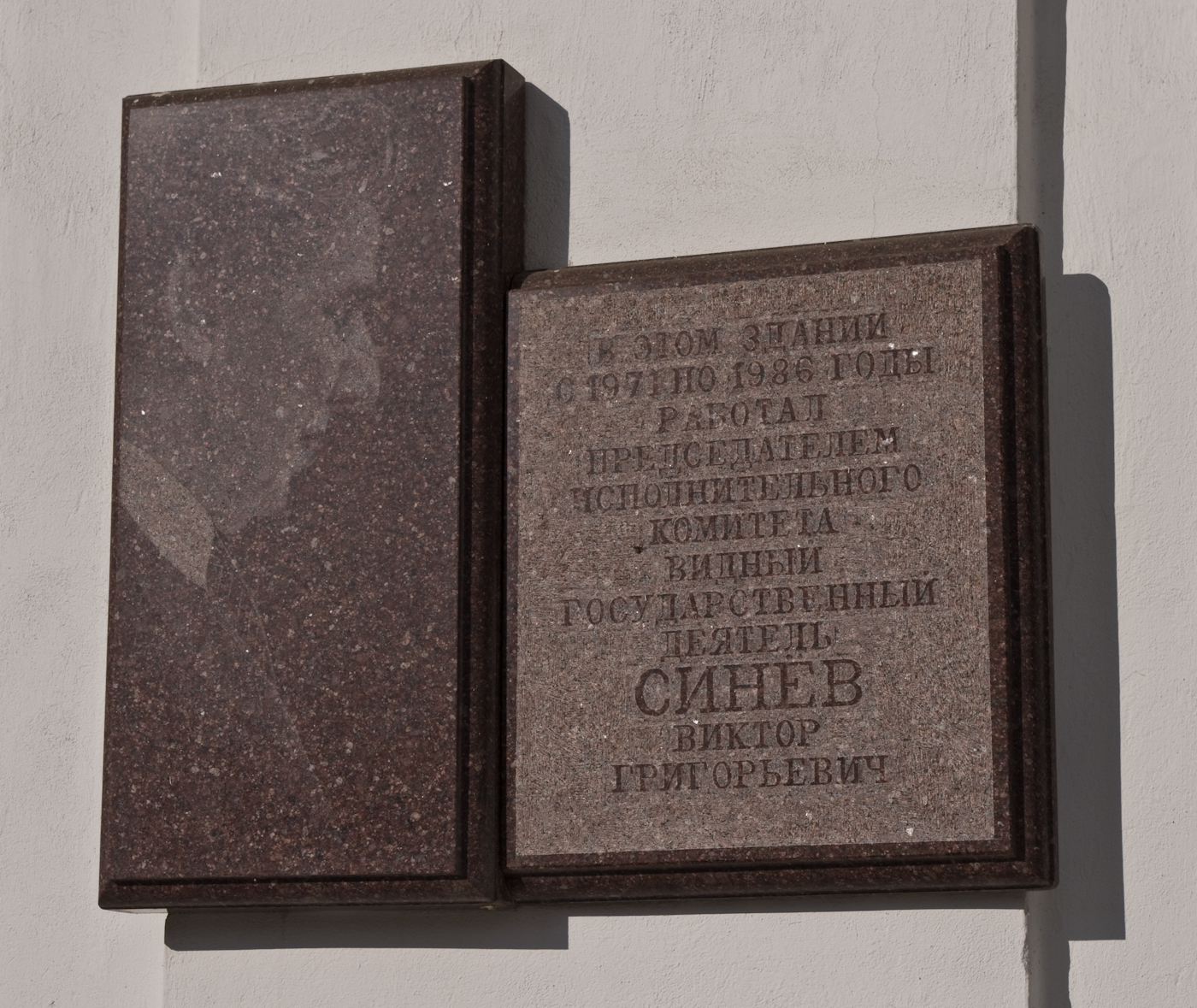
Меморіальна дошка на згадку про Віктора Синєва — почесного громадянина м. Тирасполя.

Будівля Будинку Рад є одним із символів боротьби за самовизначення Придністровської Молдавської Республіки . Починаючи з 1990 року, у будівлі засідали органи самопроголошеної ПМР. Будівля стала ареною протистояння прихильників незалежності Придністров'я та знаходження у складі Молдови. Наприклад, восени 1990 року відбулися сутички через чергову спробу вивісити румунський триколор над будівлею Будинку Рад, здійсненою членами так званої «групи Ілашку». Акцію було зірвано — шестеро робітників заводу імені Кірова зупинили прихильників Народного фронту Молдови на порозі Будинку Рад.

## Дім Рад у нумізматиці
Будинок Будинку Рад зображено на ювілейних монетах, випущених Придністровським Республіканським банком :
- монета «210-річчя утворення Тирасполя. 1792–2002», номінал 100 придністровських рублів (срібло, 2002)
- монета «П'ятнадцять років утворення ПМР. 1990–2005», номінал 100 придністровських рублів (срібло, 2005)
- монета «П'ятнадцять років утворення ПМР. 1990–2005», номінал 15 придністровських рублів (золото, 2006).

## Будинок Рад у кінематографі
Будинок Будинку Рад використано під час зйомок радянського фільму «Не май 100 рублів…» (1959) як будівлі Міністерства фінансів.

## Галерея
Будинок Рад є однією із найкрасивіших будівель Тирасполя.

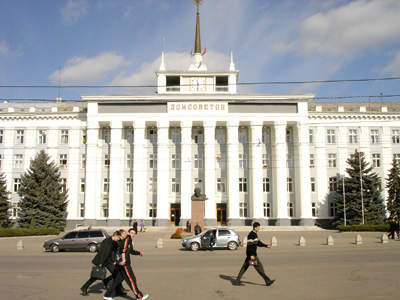
У 2006 році
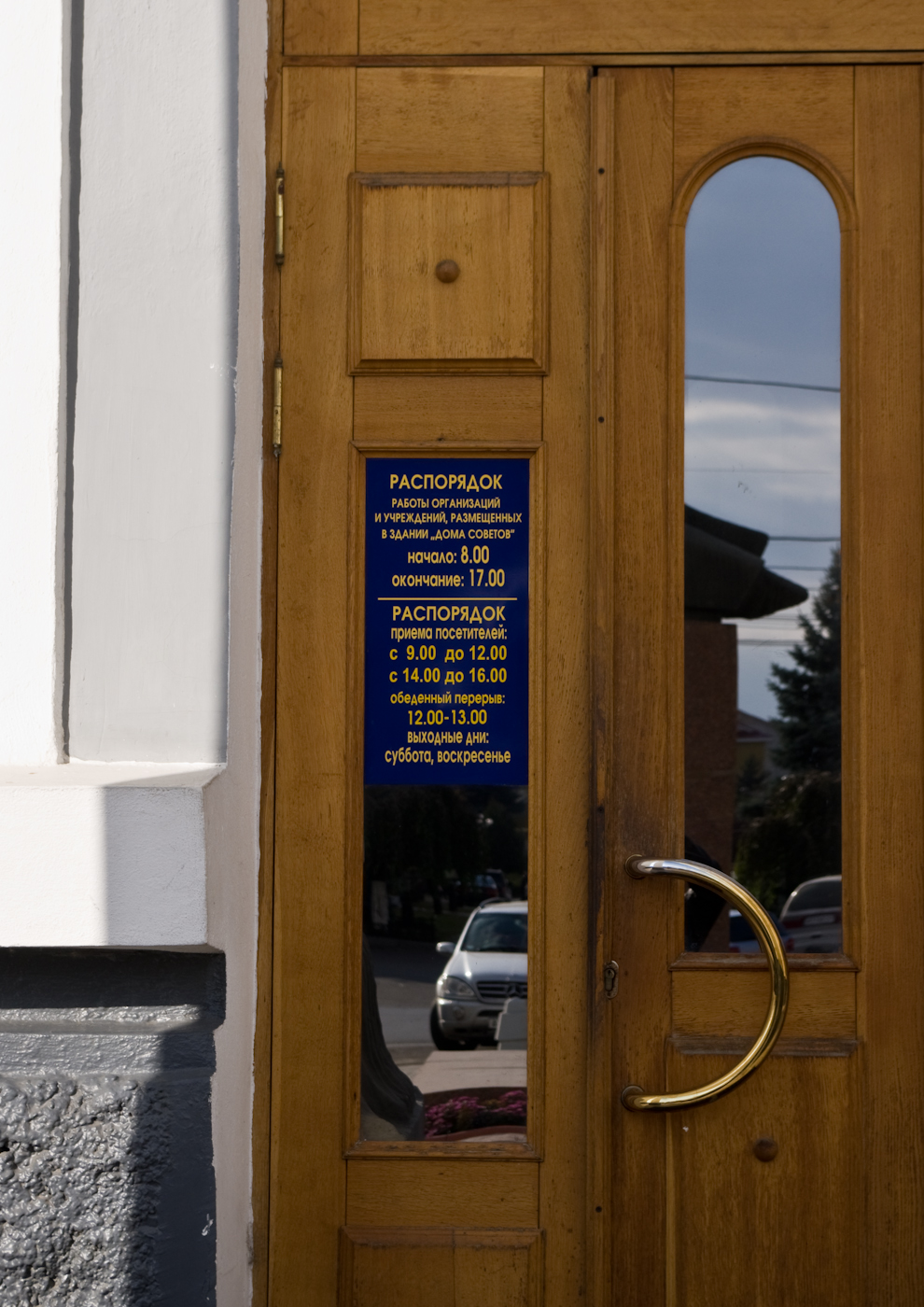
Розпорядок роботи